# Cerberus Capital Management
Cerberus Capital Management L.P. és un fons d'inversió estatunidenc especialitzat en la gestió de fons de pensions. A més del sector immobiliari, té inversions en supermercats, deute, tecnologia, atenció sanitària, energia o armament. Té el control pràcticament total de 2.000 filials i des del 2011 ha participat o encara participa en més de 8.000 empreses. Fundat en 1992, té la seu social a Nova York i entramat empresarial als Països Baixos, un estat amb una fiscalitat baixa que ha esdevingut l'escala europea més freqüentada per a eludir impostos corporatius.
El fons també compta amb un currículum de delictes variats comesos des de l'any 2000, segons la base de dades Violations Tracker de l'organització estatunidenca Good Jobs First. Setanta-tres infraccions relacionades amb l'àmbit laboral, 26 amb el medi ambient, dos en matèria de competència, cinc en la protecció del consumidor i una en la contractació pública. Almenys en una ocasió ha comès frau fiscal i ha estat sancionat amb 278 milions d'euros. Al capdavant de tot, el multimilionari Stephen A. Feinberg, qui va ser un dels donants per a la campanya electoral de Donald Trump el 2016 i, dos anys més tard, el president va seleccionar-lo per dirigir el seu consell assessor d'intel·ligència.

## Història
Cerberus Capital Management és una empresa presidida per l'exsecretari del Tresor dels Estats Units d'Amèrica (EUA), John W. Snow, que va dirigir durant 25 anys CSX, una de les empreses de transport més importants dels EUA, i compta amb experts com l'exvicepresident dels Estats Units Dan Quayle, president de Cerberus Global Investments. El fons va adquirir rellevància després de comprar l'automobilística Chrysler per 5.500 milions d'euros el 2007. El desembre de 2008, Cerberus va limitar els reemborsaments als clients de diversos dels seus fons, incloent Cerberus Partners. A més, el Departament del Tresor dels Estats Units va comprometre 6.000 milions de dòlars per a garantir el grup de serveis financers GMAC, controlat per General Motors i Cerberus. El gener de 2009, el vicepresident de Fiat, John Elkann, confirmà les converses amb Chrysler i Cerberus Capital Management, que té el 80,1 % de Chrysler.
En 2010, el grup proposa una fusió amb DynCorp International, una empresa militar estatunidenca. El procés es completà el juliol del mateix any, provocant que DynCorp passara a ser un exèrcit privat, propietat de Cerberus. DynCorp és un dels principals contractistes de defensa del Govern federal dels Estats Units.
El 6 de març 2014, la gran cadena de distribució Safeway acceptà l'oferta de Cerberus, que va ascendir a 9.400 milions de dòlars. Des de llavors, Cerberus ha estat també actiu en el sector minorista. Les seves inversions ascendeixen a prop de 25.000 milions de dòlars en més de 300 empreses a tot el món.

## Presència a l'Estat espanyol
Per darrere de Blackstone i per davant de Lone Star, és un dels principals compradors de totxo de la banca, segons la consultoria Axis Corporate. La crisi econòmica de 2008 va acostar fins a l'Estat espanyol diversos grans fons d'inversió. Entre ells va arribar Cerberus Capital Management, que va començar la recerca de gangues immobiliàries. Per a això va crear la filial Promontoria Plataforma, de la qual va nomenar conseller a José María Aznar Botella, fill de José María Aznar i Ana Botella. Depenia de Promontoria Holding, amb seu als Països Baixos.
El setembre de 2013 i després d'un acord amb Bankia, Habitat va canviar el seu nom per Haya Real Estate. En aquesta operació amb l'antiga caixa d'estalvis, se cedien a més 457 empleats de Bankia i de Bankia Habitat a la nova Haya Real Estate, segons n'informà l'entitat nacionalitzada a la Comissió Nacional del Mercat de Valors (CNMV). Cerberus, un dels fons voltor més grans del mercat, buscava fer-se amb actius a baix preu a, amb especial interès en els de la Sareb. El desembre de 2012 va adquirir els drets per 17 milions d'euros d'actius de la Sareb. La segona operació d'importància va suposar la cessió de la gestió en exclusiva dels actius immobiliaris i els préstecs promotor de BFA-Bankia per als propers 10 anys a l'empresa Promontoria Plataforma per un cost 90 milions d'euros. També s'encomanà a aquesta empresa del grup Cerberus la gestió dels actius que el grup liderat per José Ignacio Goirigolzarri comercialitzava per a tercers pel temps que estiguin vigents els contractes de gestió i administració existents. Els contractes signats estimaven la cessió de la gestió d'un volum superior als 12.200 milions d'euros bruts d'actius immobiliaris i de part del deute derivat de préstecs a promotors que figuren en el balanç del grup BFA-Bankia. A més, aquesta empresa del grup Cerberus va assumir la gestió dels actius transferits a tercers, tant immobles com a préstecs promotor, que gestionava Bankia i que suposaven més de 36.600 milions d'euros bruts.
La tercera operació d'importància va arribar el juny de 2014 amb l'acord amb Cajamar per gestionar 7.200 milions d'euros d'actius tòxics per 225 milions d'euros.
L'agost de 2017 es fa públic que el banc Liberbank, fusió de les antigues Caixes d'Estalvis de Cantàbria i Astúries, havia arribat a un acord amb Promontoria Holding, propietària de Haya Real State, per a la venda de la seva filial Mihabitans per 85 milions d'euros. El setembre del 2018, el Banc de Santander venia a Cerberus part de la seva cartera immobiliària, 35 mil actius, continuant el Santander amb una important participació a Haya Real Estate, rebent uns mil tres-cents milions d'euros, la qual cosa resulta en uns 50 mil € per propietat immobiliària venuda. Des del 2019, gestiona la immobiliària del BBVA i del Banc Sabadell. En total, 15.874 habitatges al conjunt de l'Estat, sobretot concentrats a Catalunya i el País Valencià.